# Рок Айланд
 Тази статия е за града.  За окръга вижте Рок Айлънд (окръг, Илинойс).  
Рок А̀йланд (на английски: Rock Island) е град в окръг Дъглас, щата Вашингтон, САЩ. Рок Айланд е с население от 867 жители (2000) и обща площ от 1,6 km². Намира се на 196 m надморска височина. ЗИП кодът му е 98850, а телефонният му код е 509.